# Precious (canción de The Jam)
«Precious» es una canción de la banda británica The Jam. Compuesta por Paul Weller.
Apareció incluida en el álbum The Gift publicado en 1982 y como doble cara A del sencillo "Town Called Malice". El sencillo alcanzó el número 1 en el UK Singles Chart.
- Datos: Q6084168